# Milan Hanzel
Milan Hanzel (21. dubna 1947 Košice – 22. listopadu 2008 Bratislava) byl slovenský právník, politik Strany demokratické levice, v roce 1994 ministr spravedlnosti SR ve vládě Jozefa Moravčíka, pak Generální prokurátor Slovenské republiky.

## Biografie
V letech 1965–1970 vystudoval Právnickou fakultu Univerzity Komenského, kde pak v letech 1988–1988 prodělal i vědeckou aspiranturu na katedře trestního práva. Po skončení základní vojenské služby se stal soudcem vojenského soudu. V letech 1972–1989 byl soudcem na vojenských obvodních soudech. Externě vyučoval na Univerzitě Komenského. V roce 1989 se stal soudcem a předsedou Vrchního vojenského soudu v Trenčíně, v listopadu 1992 byl pověřen funkcí státního tajemníka na Ministerstvu spravedlnosti SR.
V období březen – prosinec 1994 byl ministrem spravedlnosti SR ve vládě Jozefa Moravčíka. Od roku 1999 byl generálním prokurátorem.
Byl ženatý a měl dvě děti. Zemřel v bratislavské nemocnici Kramáre poté, co sem byl převezen s vážným zraněním páteře, které utrpěl, kdy se na něj nedaleko jeho rekreačního domu v obci Bodíky zřítil při kácení strom.